# Zhang Ruifang
Zhang Ruifang (張瑞芳S, Zhāng RuìfāngP; Baoding, 15 giugno 1909 – Shanghai, 28 giugno 2012) è stata un'attrice cinese.

## Biografia
È una delle più note celebrità del cinema cinese, inserita nel 2005 nella lista dei "100 migliori attori in 100 anni di cinema cinese". È stata presidentessa della China Film Performance Art Academy dalla fondazione nel 1985 fino al 1999.

## Filmografia parziale
- Quan shui ding dong, regia di Xiaohua Shi (1982)